# Bailey Wright
Bailey Colin Wright (Melbourne, 28 de julho de 1992), é um futebolista australiano que atua como zagueiro. Atualmente, defende o Sunderland, emprestado pelo Bristol City.

## Carreira

### Categorias de base
Wright chegou às categorias de base do Langwarrin em 1998, onde permaneceu durante seis anos. Após jogar uma temporada cada com Mornington e Dandenong Thunder. Ele foi identificado como um talento promissor, eventualmente ganhando uma oportunidade na seleção nacional. Depois de sair do Dandenong Thunder, foi para Victorian Institute of Sport onde aprimorou ainda mais suas habilidades, antes de se mudar para o exterior em julho de 2009, assinando uma bolsa de estudos de dois anos com Preston North End, após um prolongado período de afastamento.[carece de fontes?]

### Preston North End
Em sua primeira temporada no Preston North End, Wright jogou predominantemente como meio-campo na equipe Sub-18, mas acabou sendo convocado para a equipe principal em abril, ficando no banco de reservas para a partida contra o Coventry City fora de casa. Já na temporada seguinte começou com sua primeira aparição na primeira rodada da Copa da Liga, disputando os 90 minutos completos na vitória por 5 a 0 dos Lilywhites contra o Stockport Country. Em 13 de dezembro de 2010, Wright recebeu um contrato profissional de dois anos e meio.
Já pela liga fez sua primeira aparição pelo Preston em 5 de março de 2011 contra o Norwich City. Seu primeiro gol profissional pelo Preston saiu no dia 7 de abril de 2012 contra o MK Dons.
Com boas atuações Bailey foi eleito jogador jovem do ano do Preston North End para a temporada 2012–13. Assim, no dia 1 de maio de 2013, ele recebeu um novo contrato de dois anos, com a opção de extensão de mais um ano.
Já na temporada 2014–2015, os The Whites ficaram na quinta colocação, assim se classificando para os play-offs onde derrotaram o Chesterfield na semifinal com um agregado total de 4 a 0 e derrotando também o Swindon Town por 4 a 0 em Wembley no dia 24 de maio de 2015.

### Bristol City
Em 6 de janeiro de 2017, foi anunciado que Wright ingressaria no Bristol City por uma taxa não revelada, assinando um contrato de dois anos e meio. Sua estreia ocorreu no em janeiro de 2017, no empate na terceira rodada da FA Cup contra o Fleetwood Town. Seu primeiro gol pelo time aconteceu em um empate por 1 a 1 com o Norwich City em 7 de março de 2017. No início da temporada 2017-18, o zagueiro foi nomeado capitão dos The Robins.
Colin apareceu quando o Bristol City chegou às semifinais da Copa da Inglaterra de 2017–18, com vitórias sobre quatro adversários da Premier League: Watford, Stoke City, Crystal Palace e o Manchester United.  Wright jogou a semifinal com o Bristol onde perdeu na prorrogação contra o Manchester City.
No dia 21 de janeiro de 2020, ele assinou um empréstimo de seis meses com o Sunderland que atulmente disputa a Football League One.

## Seleção
Wright era um membro da equipe sub-17 da Austrália que chegou às quartas de final do Campeonato AFC Sub-16, perdendo por pouco um lugar na Copa do Mundo Sub-17 da FIFA 2009 quando perdeu por 2 a 3 contra os Emirados Árabes Unidos.
Além disso, ele atou na Copa do Mundo de 2014, no Brasil e integrou a Seleção Australiana de Futebol na Copa das Confederações de 2017.
Já sua estreia oficial aconteceu em um amistoso contra Arábia Saudita no Craven Cottage, em Londres. Onde marcou um gol de cabeça em seu debute, dando à Austrália uma vantagem de dois gols.

## Títulos
Preston North End
- Campeão dos play-offs da Football League One: 2015.

## Nota
- Este artigo foi inicialmente traduzido, total ou parcialmente, do artigo da Wikipédia em inglês cujo título é «Bailey Wright».